# 德里 (卢瓦雷省)
德里（法語：Dry，法語發音：[dʁi]）是法国卢瓦雷省的一个市镇，位于该省西南部，卢瓦尔河左岸，属于奥尔良区。

## 地理
德里（47°47'48"N, 1°42'50"E）面积22.64 平方千米，位于法国中央-卢瓦尔河谷大区卢瓦雷省，该省份为法国中北部省份，北起埃松省，西北接厄尔-卢瓦省，西南接卢瓦-谢尔省，南至涅夫勒省和谢尔省，东临约讷省，东北接塞纳-马恩省。
与德里接壤的市镇（或旧市镇、城区）包括：卢瓦尔河畔默恩、博勒、克莱里-圣安德烈、茹伊勒波捷、拉伊昂瓦勒。

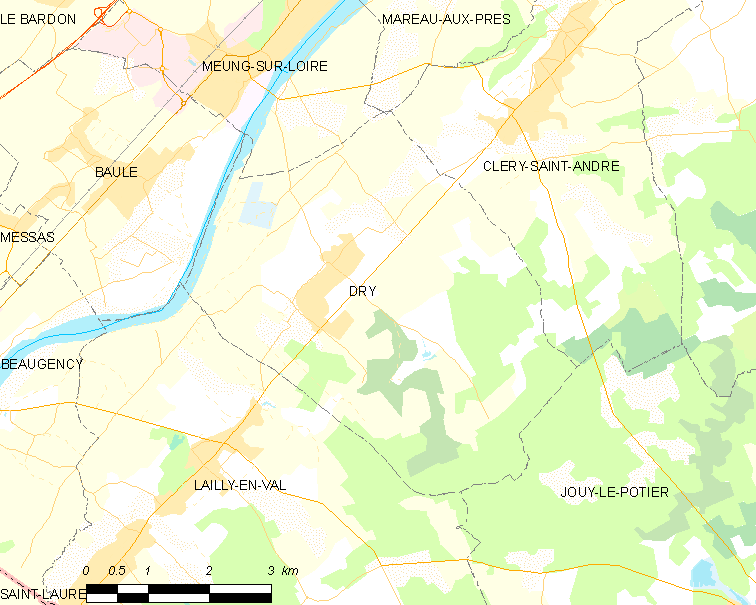
的OSM定位图

德里的时区为UTC+01:00、UTC+02:00（夏令时）。

## 行政
德里的邮政编码为45370，INSEE市镇编码为45130。

## 政治
德里所属的省级选区为博让西县。

## 人口

1962-2008年间人口变化图示

德里于2022年1月1日时的人口数量为1414人。